# Chapman (Familienname)
Chapman ist im Englischen ursprünglich die Berufsbezeichnung für einen Händler. Das Wort ist bereits um 890 im Angelsächsischen als céapmann nachweisbar, entspricht dem althochdeutschen choufman und damit dem modernen deutschen Wort Kaufmann.

## Namensträger

### A
- Adeline Chapman (1847–1931), englisch-britische Frauenwahlrechtsaktivistin
- Agatha Louisa Chapman (1907–1963), britisch-kanadische Ökonomin
- Allan Chapman (Politiker) (1897–1966), britischer Politiker
- Allan Chapman (Wissenschaftshistoriker) (* 1946), britischer Wissenschaftshistoriker
- Allysha Chapman (* 1989), kanadische Fußballspielerin
- Alvan Wentworth Chapman (1809–1899), US-amerikanischer Arzt und Botaniker
- Amanda Chapman, Ehename von Amanda Carter (* 1976), neuseeländische Badmintonspielerin
- Andrew Grant Chapman (1839–1892), US-amerikanischer Politiker
- Anna Wassiljewna Chapman (* 1982), russische TV-Moderatorin sowie ehemalige Agentin
- Anne Chapman (1922–2010), französisch-amerikanische Anthropologin und Ethnologin
- Anne Maria Chapman (1791–1855), neuseeländische Missionarin
- Annie Chapman (1841–1888), britisches Mordopfer von Jack the Ripper
- Augustus A. Chapman (1803/1805–1876), US-amerikanischer Politiker

### B
- Beth Chapman (1967–2019), US-amerikanische Kopfgeldjägerin
- Beth Killough Chapman (* 1962), US-amerikanische Politikerin
- Beth Nielsen Chapman (* 1958), US-amerikanische Sängerin und Komponistin
- Bird Beers Chapman (1821–1871), US-amerikanischer Politiker
- Blair Chapman (* 1956), kanadischer Eishockeyspieler
- Brenda Chapman (* 1962), US-amerikanische Regisseurin, Drehbuchautorin und Storyboardzeichnerin
- Brodie Chapman (* 1991), australische Radrennfahrerin

### C
- Candace Chapman (* 1983), kanadische Fußballspielerin
- Charles Chapman (Offizier) († 1795), britischer Offizier der East India Company
- Charles Chapman (Politiker, 1752) (1752–1809), britischer Kolonialverwalter und Politiker
- Charles Chapman (Politiker, 1799) (1799–1869), US-amerikanischer Politiker (Connecticut)
- Cheryl Chapman (* 1948), US-amerikanische Autorin und Lehrerin
- Christopher Chapman (1927–2015), kanadischer Filmschaffender
- Clyde R. Chapman (1889–1978), US-amerikanischer Anwalt und Politiker
- Colin Chapman (1928–1982), britischer Ingenieur
- Connor Chapman (* 1994), australischer Fußballspieler

### D
- Daisy Chapman (* 1979), britische Popsängerin
- Dave Chapman (David John Chapman; * 1936), britischer Hindernisläufer
- David Chapman (Sportschütze, 1963) (* 1963), britischer Sportschütze
- David Chapman (Sportschütze, 1965) (* 1965), australischer Sportschütze
- David Chapman (Segler) (* 1988), australischer Segler
- David E. Chapman (1929–2010), US-amerikanischer Musiker und Gewerkschafter
- David Leonard Chapman (1869–1958), britischer Physikochemiker
- Dean-Charles Chapman (* 1997), britischer Schauspieler
- Desmond Chapman-Huston (Pseudonym Desmond Mountjoy; 1884–1952), irischer Autor und Publizist
- Dinos Chapman (* 1962), britischer Künstler, siehe Jake und Dinos Chapman
- Donald Chapman, Baron Northfield (1923–2013), britischer Politiker (Labour Party)
- Doug Chapman (Footballspieler, 1889) (1889–1975), australischer Australian-Football-Spieler
- Doug Chapman (Eishockeyspieler) (* 1930), kanadischer Eishockeyspieler
- Doug Chapman (Leichtathlet) (* 1952), kanadischer Leichtathlet
- Doug Chapman (Footballspieler, 1977) (* 1977), US-amerikanischer American-Football-Spieler
- Douglas Chapman (Politiker) (* 1955), schottischer Politiker
- Douglas Chapman (Schauspieler), kanadischer Stuntman, Stunt Koordinator und Schauspieler
- Douglas George Chapman (1920–1996), US-amerikanischer Statistiker
- Duane Chapman (* 1953), US-amerikanischer Kopfgeldjäger

### E
- Eddie Chapman (1914–1997), englischer Krimineller und Spion
- Edward Chapman (1901–1977), britischer Schauspieler
- Edward John Chapman (1821–1904), englisch-kanadischer Mineraloge
- Elbridge G. Chapman (1895–1954), US-amerikanischer Generalmajor
- Emmett H. Chapman (* 1936), US-amerikanischer Musiker und Erfinder des Chapman Stick
- Ernest Chapman (1926–2013), australischer Ruderer
- Ernest William Chapman (1894–1947), US-amerikanischer Mineraloge

### F
- Fontaine Chapman (* 1990), englische Badmintonspielerin, siehe Fontaine Wright
- Frank Michler Chapman (1864–1945), US-amerikanischer Vogelkundler
- Frederick Chapman (Offizier) (1815–1893), britischer Offizier und Gouverneur von Bermuda
- Frederick Chapman (Paläontologe) (1864–1943), australischer Paläontologe
- Frederick Chapman (Fußballspieler) (1883–1951), englischer Fußballspieler
- Frederick Chapman (Rugbyspieler) (1887–1938), englischer Rugby-Union-Spieler
- Frederick A. Chapman (1818–1891), US-amerikanischer Maler
- Frederick Chapman Robbins (1916–2003), US-amerikanischer Mikrobiologe und Kinderarzt
- Fredrik Henrik af Chapman (1721–1808), schwedischer Schiffbauer

### G
- Gary Chapman (* 1938), US-amerikanischer Beziehungsberater und Autor
- Gary Chapman (Schwimmer) (1938–1978), australischer Schwimmer
- George Chapman (1559–1634), englischer Dramatiker
- George Chapman (Giftmörder) (1865–1903), britischer Giftmörder
- Georgina Chapman (* 1976), englische Modedesignerin und Schauspielerin
- Grady Chapman (1929–2011), US-amerikanischer Doo-Wop-Sänger
- Graham Chapman (1941–1989), britischer Schauspieler

### H
- Harry Chapman (Fußballspieler, 1876) (1876–1932), englischer Fußballspieler
- Harry Chapman (Fußballspieler, 1880) (Henry Chapman; 1880–1916), englischer Fußballspieler und -trainer
- Harry Chapman (Fußballspieler, 1921) (Harold Chapman; 1921–1990), englischer Fußballspieler
- Harry Chapman (Fußballspieler, 1997) (Harrison James Chapman; * 1997), englischer Fußballspieler
- Henry Chapman (Politiker) (1804–1891), US-amerikanischer Politiker
- Henry N. Chapman (* 1967), britischer Biophysiker
- Henry Samuel Chapman (1803–1881), neuseeländischer Richter, Politiker und Journalist britischer Herkunft
- Herbert Chapman (1878–1934), englischer Fußballspieler und -trainer
- Hollie Chapman (* um 1989), britische Schauspielerin
- Homer Dwight Chapman (1898–2005), US-amerikanischer Agrarwissenschaftler und Bodenkundler

### J
- Jake Chapman (* 1966), britischer Künstler, siehe Jake und Dinos Chapman
- James Chapman (Linguist), britischer Linguist
- James Chapman (Bischof) (1799–1879), britischer Geistlicher, Bischof von Colombo
- James Chapman (Afrikaforscher) (1831–1872), britischer Afrikaforscher
- James Chapman (Medienhistoriker) (* 1968), britischer Medienhistoriker
- James Chapman (Ruderer) (* 1979), australischer Ruderer
- James Wittenmyer Chapman (1880–1964), US-amerikanischer Entomologe, spezialisiert auf Ameisen
- Jan Chapman (* 1950), australische Filmproduzentin
- Janice Chapman (* 1938), australische Sängerin und Gesangspädagogin
- Jay Chapman (* 1994), kanadischer Fußballspieler
- Jeffrey Bowyer-Chapman (* 1984), kanadischer Schauspieler und Model
- Jim Chapman (* 1945), US-amerikanischer Politiker
- Joe Chapman (* 1990), Squashspieler von den Britischen Jungfern
- John Chapman (1774–1847), US-amerikanischer Ökologe, siehe Johnny Appleseed
- John Chapman (Politiker, 1740) (1740–1800), US-amerikanischer Politiker (Pennsylvania)
- John Chapman (Politiker, 1810) (1810–1877), englischer Politiker
- John Chapman (Geistlicher) (1865–1933), englischer römisch-katholischer Geistlicher
- John Chapman (Radsportfunktionär) (1877–1947), US-amerikanischer Radrennfahrer und Radsportfunktionär
- John Chapman (Fußballtrainer) (1882–1948), schottischer Fußballspieler und -trainer
- John Chapman (Rugbyspieler) (* 1955), australischer Rugby-League-Spieler
- John Grant Chapman (1798–1856), US-amerikanischer Politiker
- John H. Chapman (1921–1979), kanadischer Weltraumforscher
- John Wilbur Chapman (1859–1918), US-amerikanischer presbyterianischer Pfarrer, Autor, Kirchenführer und Evangelist
- John William Chapman (1894–1978), US-amerikanischer Politiker
- Jonathan Chapman (Politiker) (1807–1848), amerikanischer Politiker, Bürgermeister von Boston
- Jonathan Chapman (Basketballspieler), US-amerikanischer Basketballtrainer und -spieler
- Jonathan Chapman (Hochschullehrer)  (* 1974), US-amerikanischer Hochschullehrer
- Jonathan Chapman (Schauspieler), US-amerikanischer Schauspieler
- Joseph Chapman (Schauspieler), US-amerikanischer Schauspieler
- Joseph Chapman (Radsportler) (* 1981), neuseeländischer Radrennfahrer
- Joseph John Chapman (1784–1849), amerikanischer Kaufmann und Siedler
- Joseph A. Chapman (* 1942), US-amerikanischer  Universitätspräsident
- Joseph E. Chapman (* 1984), US-amerikanischer Basketballspieler
- Judith Chapman (* 1951), US-amerikanische Schauspielerin

### K
- Karen Chapman (* 1959), englische Badmintonspielerin
- Katie Chapman (* 1982), englische Fußballspielerin
- Kevin Chapman (* 1962), US-amerikanischer Schauspieler
- Kip Chapman (* 1980), neuseeländischer Schauspieler, Theaterproduzent, Theaterregisseur und Drehbuchautor

### L
- Lachie Chapman, Mitglied der britisch-irischen Boygroup The Overtones
- Lanei Chapman (* 1973), US-amerikanische Schauspielerin
- Lee Chapman (* 1959), englischer Fußballspieler
- Leland Chapman (* 1976), US-amerikanischer Kopfgeldjäger
- Leonard F. Chapman junior (1913–2000), amerikanischer Marinegeneral
- Leonard T. Chapman (* 1933), amerikanischer Ingenieur und Erfinder
- Linda Chapman (* 1969), englische Schriftstellerin
- Lisa Chapman (* 1966), englische Badmintonspielerin
- Lonny Chapman (1920–2007), US-amerikanischer Schauspieler

### M
- Maggie Chapman (* 1979), schottische Politikerin und Rektorin
- Manfred Chapman (1948–2020), deutscher Galoppsportkommentator und -journalist
- Margaret Ann Chapman (1937–2009), neuseeländische Limnologin und Hochschullehrerin
- Margot Chapman (* 1957), US-amerikanische Sängerin
- Marguerite Chapman (1918–1999), US-amerikanische Filmschauspielerin
- Maria Weston Chapman (1806–1885), amerikanische Abolitionistin
- Mark Chapman (Theologe) (* 1960), britischer anglikanischer Theologe
- Mark Chapman (Schachspieler) (* 1963), australischer Schachspieler
- Mark Chapman (Musiker), britischer Rockmusiker, Gitarrist von A (Band)
- Mark Chapman (Cricketspieler) (* 1994), hongkong-neuseeländischer Cricketspieler
- Mark David Chapman (* 1955), US-amerikanischer Mörder von John Lennon
- Mark Lindsay Chapman (* 1954), englischer Schauspieler
- Mathias F, Chapman, Begründer der Chinchillazucht
- Matthew Chapman (* 1950), englischer Journalist, Drehbuchautor und Regisseur
- Matt Chapman (Schauspieler) (* 1976), US-amerikanischer Schauspieler
- Matt Chapman (Dartspieler) (* 1981), britischer Dartspieler
- Matt Chapman (Baseballspieler) (* 1993), US-amerikanischer Baseballspieler
- Michael Chapman (Kameramann) (1935–2020), amerikanischer Kameramann
- Michael Chapman (Produzent) (* 1937), britischer Fernsehproduzent
- Michael Chapman (Musiker) (1941–2021), britischer Gitarrist
- Michael Chapman (Anglist) (* 1945), südafrikanischer Literaturwissenschaftler
- Mike Chapman (* 1947), australischer Musikproduzent und Songwriter
- Minerva J. Chapman (1858–1947), US-amerikanische Malerin

### N
- Naomi Chapman Woodroof (1900–1989), US-amerikanische Phytopathologin
- Nicola Chapman, Baroness Chapman (1961–2009), britische Politikerin

### O
- Orlow W. Chapman (1832–1890), US-amerikanischer Jurist und Politiker
- Orville L. Chapman (1932–2004), US-amerikanischer Chemiker
- Oscar L. Chapman (1896–1978), US-amerikanischer Politiker

### P
- Paul Chapman (Musiker) (1954–2020), britischer Musiker
- Paul W. Chapman (1891–1953), US-amerikanischer Schriftsteller und Lehrer
- Penny Chapman, australische Fernsehproduzentin
- Percy Chapman (Cricketspieler) (1900–1961), britischer Cricketspieler
- Percy Chapman, bekannt als Tragedy Khadafi (* 1971), US-amerikanischer Rapper
- Percy Addison Chapman (1889–1937), US-amerikanischer Romanist
- Peter Chapman (Dartspieler) (* 1928), englischer Dartspieler
- Peter Chapman (Politiker) (* 1950), schottischer Politiker
- Peter Chapman (Komponist) (Coins; * 1980), kanadischer Komponist und Musikproduzent
- Pleasant T. Chapman (1854–1931), US-amerikanischer Politiker

### R
- Raffiella Chapman (* 2007), britische Schauspielerin
- Ralph Chapman (Politiker) (* 1951), US-amerikanischer Politiker
- Ralph T. Chapman (1907–1981), US-amerikanischer Techniker
- Ray Chapman (1891–1920), US-amerikanischer Baseballspieler
- Reuben Chapman (1799–1882), US-amerikanischer Politiker
- Richard Chapman (1937–2011), britischer Verwaltungswissenschaftler
- Robert Cleaver Chapman (1803–1902), britischer Pastor, Lehrer und Evangelist
- Rodney Chapman (* ≈ 1970), US-amerikanischer Hiphop- und Jazz-Musiker
- Roger Chapman (* 1942), britischer Musiker
- Roger Chapman (Golfspieler) (* 1959), englischer Golfspieler
- Rohan Chapman-Davies (* 1991), australischer Freestyle-Skier

### S
- Sam Chapman (1916–2006), US-amerikanischer Baseballspieler
- Sammy Chapman (Fußballspieler, 1938) (1938–2019), nordirischer Fußballspieler und -trainer
- Sammy Chapman (Fußballspieler, 1946) (* 1946), englischer Fußballspieler
- Samuel Chapman (1860–1947), britischer Politiker
- Sarah Chapman (1862–1945), englische Pionierin der Gleichstellung der Geschlechter und der Fairness am Arbeitsplatz
- Sean Chapman (* 1961), britischer Schauspieler
- Shane Chapman (* 1978), neuseeländischer Kampfsportler
- Simon Chapman (Mediziner) (* 1951), australischer Mediziner und Professor
- Simon Chapman (Kameramann), australischer Kameramann
- Stepan Chapman (1951–2014), US-amerikanischer Schriftsteller
- Steven Curtis Chapman (* 1962), US-amerikanischer Musiker
- Susan Chapman (* 1962), australische Ruderin
- Sydney Chapman (1888–1970), britischer Geophysiker
- Sydney Chapman (Politiker) (1935–2014), britischer Politiker und Architekt

### T
- Ted Chapman (1933–2005), australischer Politiker (South Australia)
- Thomas Chapman (Theologe) (1717–1760), englischer Jurist und Theologe
- Thomas Chapman (Politiker) (1815–1884), australischer Politiker
- Thomas Chapman (Bischof) (1867–1949), englischer Geistlicher, Bischof von Colchester
- Thomas Algernon Chapman (1842–1921), britischer Arzt und Insektenkundler
- Thomas Grandin Chapman (1927–2012), australischer Ingenieur
- Timara Chapman (* 2000), US-amerikanische Siebenkämpferin
- Timothy Granville-Chapman (* 1947), britischer General
- Todd C. Chapman (* 1962), US-amerikanischer Diplomat
- Tracy Chapman (* 1964), US-amerikanische Musikerin

### V
- Vera Chapman (1898–1996), britische Autorin
- Victor Chapman (1890–1916), US-amerikanischer Pilot
- Virgil Chapman (1895–1951), US-amerikanischer Politiker

### W
- Walter G. Chapman, US-amerikanischer Chemieingenieur
- Wilbert McLeod Chapman (1910–1970), US-amerikanischer Zoologe
- William Chapman (Ingenieur) (1749–1832), englischer Eisenbahningenieur
- William Chapman (Dichter) (1850–1917), kanadischer Dichter
- William Chapman (Fußballspieler) (* 1885; † unbekannt), englischer Fußballspieler
- William Chapman (Sänger) (1923–2012), US-amerikanischer Opernsänger (Bariton)
- William H. Chapman Nyaho (* 1958), US-amerikanischer Pianist und Musikpädagoge
- William W. Chapman (1808–1892), US-amerikanischer Politiker